# Чемпіонат України із шахів 2016 (жінки)
76-й чемпіонат України із шахів серед жінок проходив з 7 по 17 грудня 2016 року в Рівному. Турнір проводився одночасно з чемпіонатом України серед чоловіків у міському будинку культури (вул. Соборна, 3д).
Категорія турніру — II (середній рейтинг — 2284).
Головний суддя турніру, міжнародний арбітр  — Леонід Боданкін

## Регламент турніру
Змагання проходитимуть за коловою системою у 9 турів .

### Розклад змагань
| - церемонія відкриття турніру та жеребкування — 7 грудня (понеділок, початок 18-00) - 1 тур — 8 грудня (четвер, 15-00) - 2 тур — 9 грудня (п'ятниця, 15-00) - 3 тур — 10 грудня (субота, 15-00) - 4 тур — 11 грудня (неділя, 15-00) - вихідний день — 12 грудня (понеділок) | - 5 тур — 13 грудня (вівторок, 15-00) - 6 тур — 14 грудня (середа, 15-00) - 7 тур — 15 грудня (четвер, 15-00) - 8 тур — 16 грудня (п'ятниця,15-00) - 9 тур — 17 грудня (субота, 12-00) - церемонія закриття турніру — 17 грудня (субота, 18-15) |

### Контроль часу
- 90 хвилин на перші 40 ходів плюс 30 хвилин до закінчення партії кожному учаснику з додаванням 30 секунд за кожен зроблений хід, починаючи з першого. Дозволений час спізнення на партію — 15 хвилин з початку туру.

### Критерії розподілу місць
Місця визначаються за кількістю набраних очок. У разі рівності очок у двох або більше учасників місця визначаються (у порядку пріоритетів) за такими додатковими показниками:
- 1. Коефіцієнт Зоннеберга-Бергера;
- 2. Результат особистої зустрічі;
- 3. Кількість виграних партій;
- 4. Плей-оф.

## Учасниці турніру
Право участі у фінальній частині чемпіонату України із шахів 2016 року отримали 10 шахісток, зокрема:
- чемпіонка України 2015 року Анастасія Рахмангулова (рейтинг ФІДЕ на 1 квітня 2016 р.[2]  — 2236);
- п'ять шахісток з найвищим рейтингом ФІДЕ станом на 1 квітня 2016 року, які підтвердили свою участь, а саме: Інна Гапоненко (2409), Юлія Осьмак (2351), Ольга Бабій (2337), Наталія Букса (2310) та Ліза Малахова (2308).
- учасниці, які посіли три перших місця у півфінальному турнірі чемпіонату України 2016 року серед жінок[3][4], що проходив з 4 по 12 травня 2016 року в Дніпрі за участі 25 шахісток, а саме: Олена Мартинкова, Ольга Іваненко та Маріца Цирульник.
- номінація президента ФШУ: Чемпіонка України 2016 року зі швидких та блискавичних шахів Катерина Должикова.

Варто відзначити, що в чемпіонаті не брали участь чотири найкращі шахістки України за рейтингом, зокрема: Анна Музичук (2558), Марія Музичук (2546), Анна Ушеніна (2459) та Наталя Жукова (2440).

### Склад учасниць
| - Інна Гапоненко (Херсон, 2411) — 58 (5-е в Україні) - Юлія Осьмак (Київ, 2346) — 130 (7) - Ольга Бабій (Тернопіль, 2322) — 164 (8) - Олена Мартинкова (Краматорськ, 2280) — 227 (9) - Єлизавета Малахова (Дніпро, 2270) — 257 (11) | - Катерина Должикова (Київ, 2269) — 260 (12) - Наталія Букса (Львів, 2264) — 269 (13) - Ольга Іваненко (Миколаїв, 2261) — 276 (14) - Анастасія Рахмангулова (Миколаїв, 2256) — 288 (15) - Маріца Цирульник (Дніпро, 2161) — 593 (28) |

жирним — місце в рейтингу Ело серед жінок станом на грудень 2016 року.

## Рух за турами
| 1 тур 8.12.2016  | 1 тур 8.12.2016 | 1 тур 8.12.2016 | 1 тур 8.12.2016 | 1 тур 8.12.2016 |
| ---------------- | --------------- | --------------- | --------------- | --------------- |
| Осьмак           | 0               | 1:0             | 0               | Рахмангулова    |
| Должикова        | 0               | 0:1             | 0               | Бабій           |
| Іваненко         | 0               | 0:1             | 0               | Гапоненко       |
| Малахова         | 0               | 1:0             | 0               | Мартинкова      |
| Букса            | 0               | 1:0             | 0               | Цирульник       |
| 4 тур 11.12.2016 |                 |                 |                 |                 |
| Рахмангулова     | 2               | 1:0             | ½               | Мартинкова      |
| Гапоненко        | 2½              | ½:½             | 1               | Цирульник       |
| Бабій            | 2               | 0:1             | 1½              | Букса           |
| Осьмак           | 2               | 0:1             | 2               | Малахова        |
| Должикова        | ½               | 0:1             | 1               | Іваненко        |
| 7 тур 15.12.2016 |                 |                 |                 |                 |
| Малахова         | 3½              | ½:½             | 3½              | Рахмангулова    |
| Букса            | 4               | 1:0             | 3½              | Іваненко        |
| Цирульник        | 2               | ½:½             | 1½              | Должикова       |
| Мартинкова       | 1½              | 1:0             | 3½              | Осьмак          |
| Гапоненко        | 4               | 0:1             | 3               | Бабій           |

| 2 тур 9.12.2016  | 2 тур 9.12.2016 | 2 тур 9.12.2016 | 2 тур 9.12.2016 | 2 тур 9.12.2016 |
| ---------------- | --------------- | --------------- | --------------- | --------------- |
| Рахмангулова     | 0               | 1:0             | 0               | Цирульник       |
| Мартинкова       | 0               | ½:½             | 1               | Букса           |
| Гапоненко        | 1               | ½:½             | 1               | Малахова        |
| Бабій            | 1               | ½:½             | 0               | Іваненко        |
| Осьмак           | 1               | ½:½             | 0               | Должикова       |
| 5 тур 13.12.2016 |                 |                 |                 |                 |
| Іваненко         | 2               | 1:0             | 3               | Рахмангулова    |
| Малахова         | 3               | 0:1             | ½               | Должикова       |
| Букса            | 2½              | ½:½             | 2               | Осьмак          |
| Цирульник        | 1½              | ½:½             | 2               | Бабій           |
| Мартинкова       | ½               | ½:½             | 3               | Гапоненко       |
| 8 тур 16.12.2016 |                 |                 |                 |                 |
| Рахмангулова     | 4               | 0:1             | 4               | Бабій           |
| Осьмак           | 3½              | ½:½             | 4               | Гапоненко       |
| Должикова        | 2               | 1:0             | 2½              | Мартинкова      |
| Іваненко         | 3½              | 0:1             | 2½              | Цирульник       |
| Малахова         | 4               | 1:0             | 5               | Букса           |

| 3 тур 10.12.2016 | 3 тур 10.12.2016 | 3 тур 10.12.2016 | 3 тур 10.12.2016 | 3 тур 10.12.2016 |
| ---------------- | ---------------- | ---------------- | ---------------- | ---------------- |
| Должикова        | ½                | 0:1              | 1                | Рахмангулова     |
| Іваненко         | ½                | ½:½              | 1½               | Осьмак           |
| Малахова         | 1½               | ½:½              | 1½               | Бабій            |
| Букса            | 1½               | 0:1              | 1½               | Гапоненко        |
| Цирульник        | 0                | 1:0              | ½                | Мартинкова       |
| 6 тур 14.12.2016 |                  |                  |                  |                  |
| Рахмангулова     | 3                | ½:½              | 3½               | Гапоненко        |
| Бабій            | 2½               | ½:½              | 1                | Мартинкова       |
| Осьмак           | 2½               | 1:0              | 2                | Цирульник        |
| Должикова        | 1½               | 0:1              | 3                | Букса            |
| Іваненко         | 3                | ½:½              | 3                | Малахова         |
| 9 тур 17.12.2016 |                  |                  |                  |                  |
| Букса            | 5                | 1:0              | 4                | Рахмангулова     |
| Цирульник        | 3½               | 0:1              | 5                | Малахова         |
| Мартинкова       | 2½               | 0:1              | 3½               | Іваненко         |
| Гапоненко        | 4½               | 1:0              | 3                | Должикова        |
| Бабій            | 5                | 0:1              | 4                | Осьмак           |

## Турнірна таблиця
| №  | Шахістка               | Місто       | Рейтинг | 1 | 2 | 3 | 4 | 5 | 6 | 7 | 8 | 9 | 10 |  | + | − | = | Очки | Місце  | SB    | Performance | Рейтинг +/- |
| -- | ---------------------- | ----------- | ------- | - | - | - | - | - | - | - | - | - | -- |  | - | - | - | ---- | ------ | ----- | ----------- | ----------- |
| 1  | Юлія Осьмак            | Київ        | 2346    |   | ½ | ½ | 0 | ½ | 1 | 0 | ½ | 1 | 1  |  | 3 | 2 | 4 | 5    | 4      | 22.00 |             | -3          |
| 2  | Катерина Должикова     | Київ        | 2269    | ½ |   | 0 | 1 | 0 | ½ | 1 | 0 | 0 | 0  |  | 2 | 5 | 2 | 3    | 9      | 12.75 |             | -26         |
| 3  | Ольга Іваненко         | Миколаїв    | 2261    | ½ | 1 |   | ½ | 0 | 0 | 1 | 0 | ½ | 1  |  | 3 | 3 | 3 | 4½   | 6      | 17.50 |             | +6          |
| 4  | Єлизавета Малахова     | Дніпро      | 2270    | 1 | 0 | ½ |   | 1 | 1 | 1 | ½ | ½ | ½  |  | 4 | 1 | 4 | 6    | Gold   | 26.50 |             | +34         |
| 5  | Наталія Букса          | Львів       | 2264    | ½ | 1 | 1 | 0 |   | 1 | ½ | 0 | 1 | 1  |  | 5 | 2 | 2 | 6    | Silver | 23.75 |             | +36         |
| 6  | Маріца Цирульник       | Дніпро      | 2161    | 0 | ½ | 1 | 0 | 0 |   | 1 | ½ | ½ | 0  |  | 2 | 4 | 3 | 3½   | 8      | 13.75 |             | +13         |
| 7  | Олена Мартинкова       | Краматорськ | 2280    | 1 | 0 | 0 | 0 | ½ | 0 |   | ½ | ½ | 0  |  | 1 | 5 | 3 | 2½   | 10     | 13.25 |             | -78         |
| 8  | Інна Гапоненко         | Херсон      | 2411    | ½ | 1 | 1 | ½ | 1 | ½ | ½ |   | 0 | ½  |  | 3 | 1 | 5 | 5½   | Bronze | 24.00 |             | -7          |
| 9  | Ольга Бабій            | Тернопіль   | 2322    | 0 | 1 | ½ | ½ | 0 | ½ | ½ | 1 |   | 1  |  | 3 | 2 | 4 | 5    | 5      | 20.75 |             | 0           |
| 10 | Анастасія Рахмангулова | Миколаїв    | 2256    | 0 | 1 | 0 | ½ | 0 | 1 | 1 | ½ | 0 |    |  | 3 | 4 | 2 | 4    | 7      | 14.75 |             | -2          |

## Підсумкова таблиця
| Місце  | Шахістка               | Місто       | Вік | Рейтинг |  | + | − | = | Очки | SB    |
| ------ | ---------------------- | ----------- | --- | ------- |  | - | - | - | ---- | ----- |
| Gold   | Єлизавета Малахова     | Дніпро      | 23  | 2270    |  | 4 | 1 | 4 | 6    | 26.50 |
| Silver | Наталія Букса          | Львів       | 20  | 2264    |  | 5 | 2 | 2 | 6    | 23.75 |
| Bronze | Інна Гапоненко         | Херсон      | 40  | 2411    |  | 3 | 1 | 5 | 5½   |       |
| 4      | Юлія Осьмак            | Київ        | 18  | 2346    |  | 3 | 2 | 4 | 5    | 22.00 |
| 5      | Ольга Бабій            | Тернопіль   | 27  | 2322    |  | 3 | 2 | 4 | 5    | 20.75 |
| 6      | Ольга Іваненко         | Миколаїв    | 22  | 2261    |  | 3 | 3 | 3 | 4½   |       |
| 7      | Анастасія Рахмангулова | Миколаїв    | 21  | 2256    |  | 3 | 4 | 2 | 4    |       |
| 8      | Маріца Цирульник       | Дніпро      | 25  | 2161    |  | 2 | 4 | 3 | 3½   |       |
| 9      | Катерина Должикова     | Київ        | 28  | 2269    |  | 2 | 5 | 2 | 3    |       |
| 10     | Олена Мартинкова       | Краматорськ | 16  | 2280    |  | 1 | 5 | 3 | 2½   |       |